# Paolo Pioda
Paolo Pioda (* 20. Dezember 1818 in Mecheln (Niederlande, heute Belgien); † 1892 in Berkeley; heimatberechtigt in Locarno) war ein Schweizer Professor für moderne Sprachen an der Universität Berkeley und Wohltäter.

## Leben
Paolo Pioda war Sohn des Giovan Battista Pioda, Bruder von Giovanni Battista Pioda, Giuseppe Pioda und Luigi Pioda. Er heiratete Emma Woodbridge. Er wurde während des Aufenthalts der Familie in Flandern geboren und erhielt seine Ausbildung an den Benediktinerkollegien in Bellinzona und Einsiedeln sowie an der Höheren Gewerbeschule in Zürich. 1839 gehörte er mit seinem Bruder Luigi Pioda zu den ersten Tessinern, die in die Vereinigten Staaten auswanderten.
In Amerika unterrichtete er nicht nur Musik und Sprachen, sondern ging auch zahlreichen kommerziellen Aktivitäten und finanziellen Spekulationen nach und zog zwischen Virginia, Maryland, Pennsylvania, Nevada und Kalifornien umher. Nach seiner Übersiedlung nach San Francisco im Jahr 1849 war er einer der Initiatoren der Schweizerischen Wohltätigkeitsgesellschaft. Von 1869 bis 1878 war er Professor der lateinischen und griechischen Sprachen an der neu gegründeten Universität Berkeley. Seine drei Söhne waren Ingenieure.